# I пехотная когорта альпийцев
I пехотная когорта альпийцев (лат. Cohors I Alpinorum peditata) — вспомогательное подразделение армии Древнего Рима.
Подразделение, по всей видимости, было набрано из кельтских племен, населявших Альпы между Италией и Галлией. Первоначально оно было размещено либо на Рейне, либо в Иллирии.
Когорта впервые упоминается в надписях в 80 году, когда она была размещена в Паннонии. После раздела Паннонии на две провинции, она находилась в Нижней Паннонии до, по крайней мере, 167 года. В 179 году когорта стояла лагерем в Верхней Дакии. Считается, что в начале III века она дислоцировалась снова в Паннонии. По другой версии, подразделение дислоцировалось в Поэтовионе в эпоху династии Флавиев, а затем было переброшено в Карнунт. После 107 года когорта стала лагерем в Луссонии и после 167 года в Мурсе. Но эта версия является спорной, так как надпись с упоминанием когорты была найдена в Арнсбурге в регионе Таунус. Название «пехотная» употребляется для того, что отличить от I конной когорты альпийцев.